# 称名寺 (加古川市)
称名寺（しょうみょうじ）は加古川市加古川町にある寺である。本尊は阿弥陀如来である。加古川城跡に建っている。境内にはイチョウの大木があり、加古川町の目印となっていた。

## 概要
兵庫県立加古川西高等学校の筋沿いにある。
称名寺は、聖徳太子により開山されたと伝えられる。開山当初は西光寺と号した。鎌倉時代に雁南庄（今の加古川町西部）領主であった糟屋有教が、加古川城を築いた時期から糟屋氏の菩提寺とした。延文3年8月（1358年9月）に大洪水により七堂伽藍がすべて流失したが、貞治2年4月頃（1363年5月）有教の曾孫である保連が再建した。その後、戦乱の火災に遭ったが、糟屋武則が客堂を寄進した。慶長8年3月3日（1603年4月14日）、高野山遍照院の寛海上人が勝名院に改名したが、後の時代に称名寺と再度改名された。慶長11年9月27日（1606年10月28日）、池田輝政、奉行中村主殿介により、上田三段の寄付を受けた。元和5年10月22日（1619年11月27日）板倉勝重は、寺領6石を寄付した。その後、再度火災に遭ったが、元禄4年（1691年）に現在の伽藍が再建された。

## 伽藍
- 不動堂（本尊 不動明王）
- 大師堂（本尊 弘法大師）
- 観音堂（本尊 聖観音菩薩）
- 阿弥陀堂（本堂）（本尊 阿弥陀如来）
- 毘沙門堂（本尊 毘沙門天）
- 八幡宮

## 宝物
- 弘法大師坐像
- 毘沙門天像
- 吉祥天女像
- 不動明王像
- 軍荼利明王像
- 降三世明王像
- 大威徳明王像
- 金剛夜叉明王像
- 金剛界大明如来像
- 聖観音像
- 御即位式行幸図屏風

## 行事
- 毎月21日 - 大師講
- 1月5日・9月28日 - 不動祭の護摩供奉修
- 1月7日 - 毘沙門天祭
- 8月15日 - 施餓鬼法要

## 七騎供養塔
境内には七騎供養塔があり、文政3年（1820年）に建立された。南北朝時代の正平5年（1350年）、塩冶高貞が、事実と異なる密告によって京都を追われ、本国の出雲国へ落ちて行く時、足利尊氏の軍勢に追われ、現在の加古川市米田町船頭の附近で追いつかれた。その時、弟の六郎ほか郎党七人が、主君のためこの場所に踏みとどまり、足利の軍勢と激しく戦い、全員討死した。この塔は、彼ら7人を供養するために建立された。撰文および書は、頼山陽の筆によるものである。山田佐右衛門が願主となり、川西彦九郎、桜井九郎左衛門が施主となって完成させた。

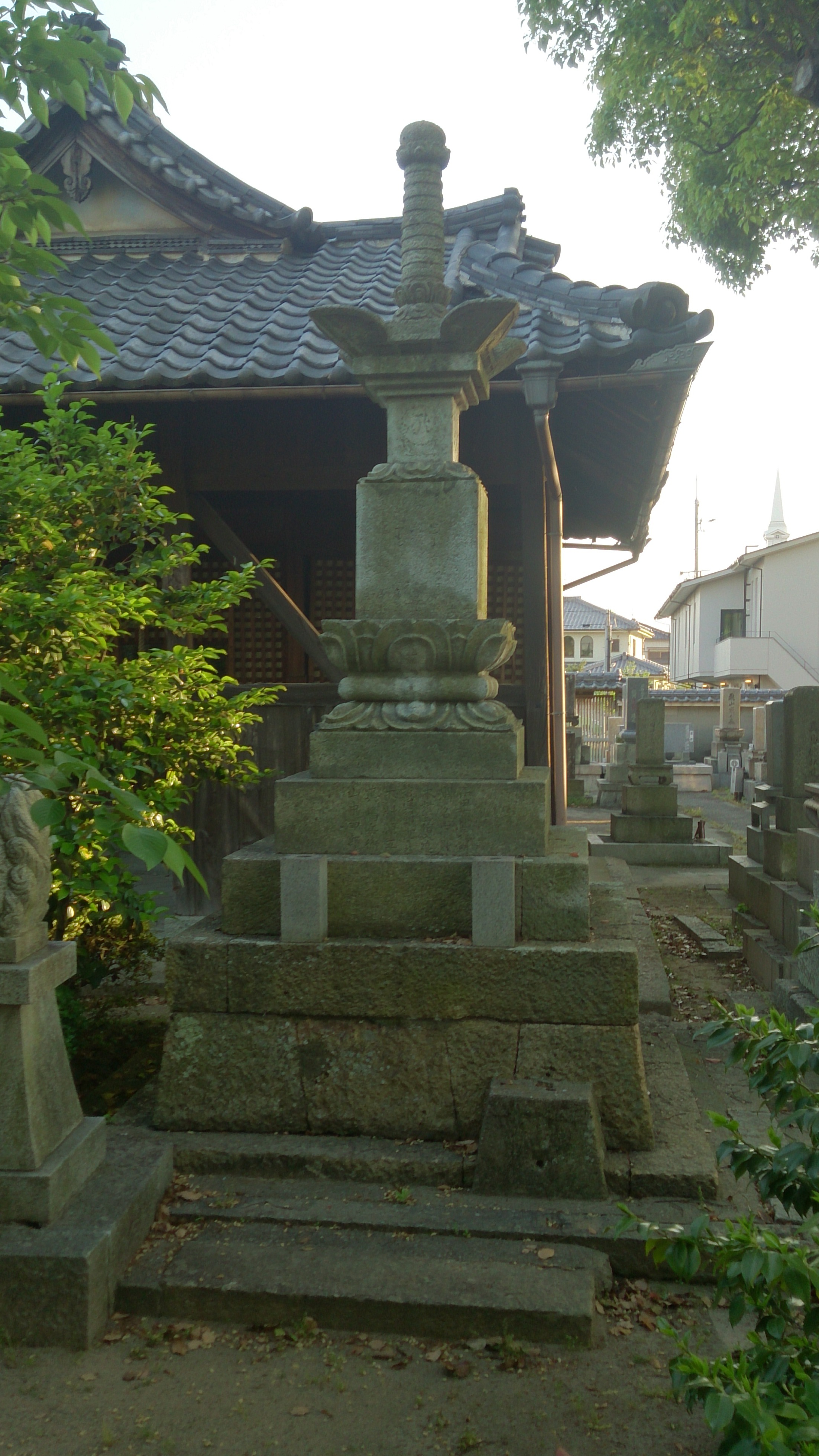
七騎供養塔